# Oh! Espanya
Oh! Espanya fou una sèrie còmica de TV3 de 1996, dirigida per Joan Lluís Bozzo, Lluís Maria Güell i Jordi Frades i a càrrec de la companyia Dagoll Dagom. Va constar de 17 capítols, d'uns 30 minuts de durada cadascun. En cada capítol els personatges visitaven una autonomia de l'estat espanyol on vivien situacions diferents coneixent els costums i tradicions de cada autonomia.

## Trama
Després de l'experiència viscuda viatjant per Europa, decideixen fer un viatge sense cap agència, organitzant ells mateixos l'itinerari. Durant el viatge tenen diferents problemes amb la gestió del viatge i s'adonen que no son capaços d'organitzar el trajecte de manera que tothom hi estigui d'acord. En cada capítol es troben amb diferents personatges, així com antics coneguts o familiars, que interactuen amb els protagonistes, de manera que els fan viure situacions particulars.

## Llistat de capítols
- Capítol 1 - Aragó
- Capítol 2 - La Rioja
- Capítol 3 - Navarra
- Capítol 4 - Euskadi
- Capítol 5 - Cantàbria
- Capítol 6 - Astúries
- Capítol 7 - Galícia
- Capítol 8 - Castella i Lleó
- Capítol 9 - Madrid
- Capítol 10 - Castella La Manxa
- Capítol 11 - Extremadura
- Capítol 12 - Andalusia
- Capítol 13 - Canàries
- Capítol 14 - Múrcia
- Capítol 15 - Illes Balears
- Capítol 16 - País Valencià
- Capítol 17 - Catalunya

## Personatges
- Sra. Emília (Montserrat Carulla)
- Sr. Miquel (Xavier Massé)
- Trini (Teresa Urroz)
- Deulofeu (Pep Cruz)
- Robert (Marc Cartes)
- Fina (Rosa Gàmiz)
- Òscar (Paco Alonso)
- Ventura (Genís Hernàndez)
- Clementina (Inés Díaz)
- Deulofeu Jr. (Marçal Cruz)
- Enric (Joan Lluís Bozzo)
- Meritxell (Victòria Pagès)